# 阿弄鎮區
阿弄鎮區（[ʔəlòʊɴ mjo̰nɛ̀]）是緬甸仰光省阿弄县下辖的一个鎮區。2014年人口55,482人，區域面積3.37平方公里。阿弄鎮區下分11個小區，該鎮區北邊與叄羌鎮區及九文台镇区接壤；西邊臨仰光河；東邊與德貢鎮區接壤；南邊則與蘭瑪多鎮區接壤。阿弄鎮區擁有10所小學、2所中學以及6所高級中學。
阿弄碼頭位在阿弄區西南部，該碼頭為緬甸港務管理局所管轄。2000年開始，亞洲世界集團也開始經營阿弄港的事務。德欽妙公園（Thakin Mya Park）為阿弄鎮區主要的公園。該公園曾經廢棄多年，直到2014年重建完成後才有新風貌。蒂里明加拉市場（Thiri Mingala Market）為仰光最大的批發零售市場，該市場曾位在此鎮區，直到2010年仰光城市發展委員會（Yangon City Development Committee）將此市場搬遷至萊鎮區郊外後而廢棄，之後該市場原址則利用於史丹路之道路擴寬以及擴大亞洲世界碼頭（阿弄碼頭）的空間。

## 地標
以下為阿弄鎮區已有幾十年歷史的學校。
| 建物                                       | 類型 | 地址                                                  | 備註 |
| ------------------------------------------ | ---- | ----------------------------------------------------- | ---- |
| 阿弄第四基礎教育高級中學 （BEHS 4 Ahlone） | 學校 | 阿弄鎮區下基敏丹路57號 （57 Lower Kyimyindaing Road） |      |